# 鲁宝重
鲁宝重（1903年11月14日—1966年3月1日），河南新野人，中国生物化学家，北京师范大学教授，九三学社社员。